# Konchoidální lom
Konchoidální lom popisuje způsob kterým se lámou křehké materiály. Je to lom lasturnatý, typický například pro křemen a ostatní jemnozrnné materiály, stejně tak jako pro amorfní materiály jako obsidián a ostatní skla, některé jílovce, vyvřeliny. Při určitých podmínkách se též objevuje i u jiných typů materiálů.
Konchoidální lom je většinou zakončen zatočeným odlomením povrchu který se podobá zvlněnému povrchu škeble. Slovo konchoid je odvozeno z řeckého výrazu právě pro škebli. V místě nárazu se objeví vyvýšenina od které šířící se tlaková vlna zanechává zvlněné stopy. Další konchoidální stopy jsou malé praskliny šířící se od místa nárazu. Jsou snadno rozpoznatelné v porovnání s hladkým lomem pozorovaným u jednotlivých krystalů.

## Historie

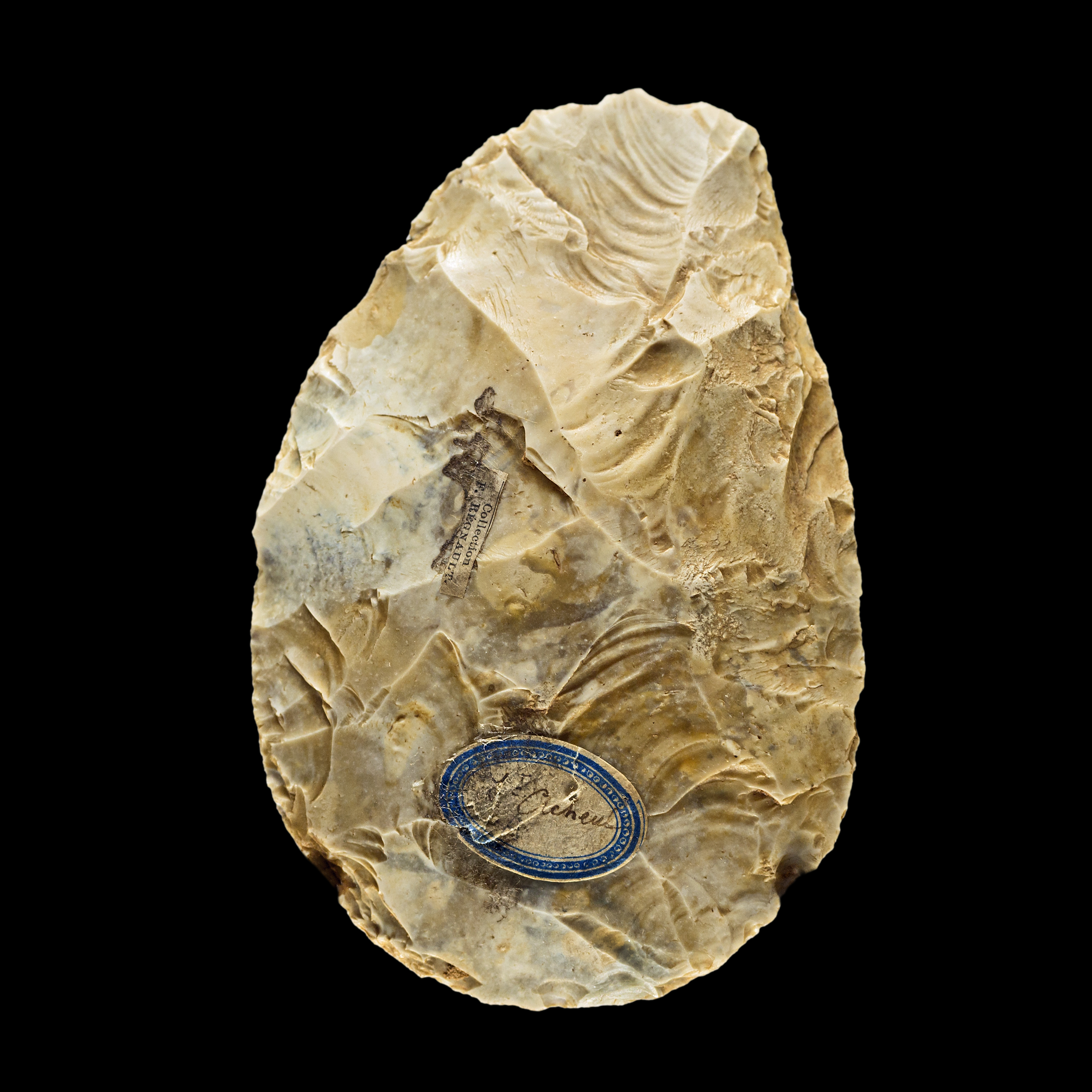
Acheuléenská sekera ze staršího paleolitu

V kamenné době byly hojně využívány ostré nástroje vyrobené z minerálů opracovaných konchoidálním lomem. Minerály (pazourek) štěpící se tímto způsobem byly velmi žádaným artiklem.